# (1560) Strattonia
(1560) Strattonia est un astéroïde de la ceinture principale découvert le 3 décembre 1942 à Uccle par l'astronome belge Eugène Joseph Delporte.

## Historique
Sa désignation provisoire, lors de sa découverte le 3 décembre 1942, était 1942 XB.